# Franz-Josef Bode

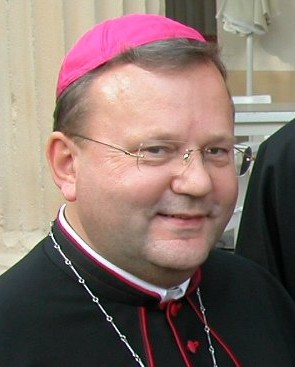
Bischof Franz-Josef Bode (2006)

Franz-Josef Hermann Bode (* 16. Februar 1951 in Paderborn) ist ein deutscher römisch-katholischer Geistlicher. Von 1995 bis 2023 war er Bischof von Osnabrück und von 2017 bis 2023 stellvertretender Vorsitzender der Deutschen Bischofskonferenz.

## Leben
Franz-Josef Bode wuchs als einziger Sohn mit vier älteren Schwestern in Etteln bei Paderborn auf. Sein Vater Franz Bode betrieb einen Kolonialwarenladen und leitete die örtliche Sparkasse. In Paderborn besuchte er das Gymnasium Theodorianum und studierte ab 1969 dort sowie in Regensburg und Münster Katholische Theologie.
Bode empfing am 13. Dezember 1975 in Paderborn die Priesterweihe durch Erzbischof Johannes Joachim Degenhardt und war zunächst Vikar in Lippstadt. Danach war er  bis 1983 Präfekt des Leokonviktes für die Priesterausbildung im Erzbistum Paderborn. 1986 wurde Bode an der Rheinischen Friedrich-Wilhelms-Universität Bonn zum Dr. theol. promoviert. Er war von 1986 bis 1991 als Pfarrer in der St.-Marien-Gemeinde in Fröndenberg tätig.
Franz-Josef Bode wurde am 5. Juni 1991 zum Titularbischof von Mattiana und Weihbischof im Erzbistum Paderborn ernannt. Die Bischofsweihe spendete ihm am 1. September 1991 der Erzbischof von Paderborn und spätere Kardinal Johannes Joachim Degenhardt in Paderborn; Mitkonsekratoren waren die Paderborner Weihbischöfe Hans Leo Drewes und Paul Consbruch. Danach war Bode Domkapitular und Bischofsvikar für die Priesterfortbildung.
Papst Johannes Paul II. ernannte Franz-Josef Bode am 12. September 1995 zum Bischof des Bistums Osnabrück. Bode wurde am 26. November 1995 in sein Amt eingeführt; er war damals der jüngste Diözesanbischof Deutschlands.

Bode war von 1996 bis 2010 Vorsitzender der Jugendkommission der Deutschen Bischofskonferenz (DBK) und als solcher auch „Jugendbischof“, also der Vertreter des Episkopats, der besonders für die Jugendpastoral in Deutschland verantwortlich ist. In dieser Funktion feierte Bode auch einen der drei Eröffnungsgottesdienste des Weltjugendtags 2005 mit 100.000 Pilgern auf der Hofgartenwiese in Bonn.
2015 wählte die DBK ihn, Kardinal Reinhard Marx und Erzbischof Heiner Koch zu Delegierten für die XIV. Ordentliche Generalversammlung der Weltbischofssynode im Oktober 2015 in Rom.
Seit 2010 ist Bode Vorsitzender der  Pastoralkommission und deren Unterkommission „Frauen in Kirche und Gesellschaft“.
Am 26. September 2017 wählte die Vollversammlung der DBK Bode zu ihrem neuen stellvertretenden Vorsitzenden.
Die Deutsche Bischofskonferenz ernannte bei ihrer Frühjahrs-Vollversammlung 2019 in Lingen Franz-Josef Bode als verantwortlichen Leiter des Vorbereitungsforums für Fragen der Sexualmoral im Rahmen des angekündigten „Synodalen Wegs“. Das Thema Sexualität und Sexualmoral sollte Bode zudem im Dialog mit dem Zentralkomitee der deutschen Katholiken behandeln.
Papst Franziskus nahm Ende Februar 2023 Bodes vorzeitigen Rücktritt als Bischof von Osnabrück mit Wirkung zum 25. März 2023 an; dieser hatte dem Papst seinen Rücktritt brieflich am 21. Januar angeboten.

## Positionen (Auswahl)
Im Januar 2018 regte Bode eine neue Diskussion über die Einführung der Segnung gleichgeschlechtlicher Paare durch die katholische Kirche an. Ebenso sprach er sich für eine stärkere Auseinandersetzung mit dem Diakonat der Frau aus.
Im Mai 2019 äußerte Bode, dass er sich Priester mit Familie und Zivilberuf neben zölibatären Priestern vorstellen könne.
Im November 2019 erklärte Bode, er könne sich vorstellen, dass Frauen in seinem Bistum in den kommenden Jahren Eucharistiefeiern leiten werden, hielt diese Aussicht allerdings nicht für realistisch, da die Lehre der Kirche und das Kirchenrecht dem entgegenstünden. Er sei jedoch – beispielsweise im Hinblick auf den Diakonat der Frau – entschlossen, „alles auszuschöpfen, was für Frauen jetzt und in der nächsten Zukunft möglich ist“. Im Bistum Osnabrück wurde 2019 erstmals eine Frau als „Pfarrbeauftragte“ mit Vorgesetzten- und Leitungsfunktion in einer Pfarrgemeinde eingesetzt.
Im Dezember 2021 äußerte sich Bode befürwortend zu den Reformforderungen des Synodalen Weges.
Von konservativen Katholiken wurde Bode für seine Amtsführung und seiner Haltung gegenüber Reformen in der katholischen Kirche kritisiert. Diese Kritik wies er zurück und sagte im September 2021, dass manche Kritiker gar nicht wüssten, wie katholisch er im Alltag sei, und dass er voll in der Tradition der katholischen Kirche stehe.

## Umgang mit Fällen sexuellen Missbrauchs
Am 20. September 2022 berichtete die ARD über eine Studie zu Missbrauchsfällen im Bistum Osnabrück, die vom Bistum dort in Auftrag gegeben worden war. Historiker und Rechtswissenschaftler der Universität Osnabrück warfen in einem Zwischenbericht im September 2022 dem Bistum Osnabrück, zwei früheren Bischöfen und dem amtierenden Bischof Bode schwerwiegende Pflichtverletzungen im Umgang mit Fällen sexualisierter Gewalt vor. Bis in die jüngste Zeit seien Kleriker, denen schwerer sexueller Missbrauch Minderjähriger vorgeworfen wurde, weiterhin in der Jugendseelsorge eingesetzt worden. Zudem seien „Betroffene bürokratisch und abweisend behandelt worden“. Auch Bischof Bode sei nach den in dem Zwischenbericht berücksichtigten Fällen „im niedrigen einstelligen Bereich“ daran beteiligt gewesen. Die Studie erkannte bei Bode und seinem Team vor allem in den jüngst vergangenen Jahren Fortschritte im Umgang mit beschuldigten Priestern, nicht jedoch bei der Kommunikation mit Betroffenen sowie den Hilfen und Zahlungen für sie. Bischof Bode räumte eine persönliche Verantwortung ein und erklärte, er habe in einigen Fällen fahrlässig gehandelt, und seine Glaubwürdigkeit sei „schwer beschädigt“. Jedoch schloss er einen Rücktritt aus, da ein Rücktritt und die damit verbundene Vakanz den Prozess der Aufarbeitung verzögern würde.
Der gemeinsame Betroffenenrat des Erzbistums Hamburg und der Bistümer Hildesheim und Osnabrück brachte im Dezember 2022 über das zuständige Erzbistum Hamburg eine kirchenrechtliche Anzeige gegen Bode auf den Weg. Bodes Haltung sei nach wie vor mehr täter- als opferorientiert. Bode habe „entgegen klaren päpstlichen Vorgaben gehandelt und beispielsweise sexualisierte Gewalt gegen Minderjährige noch in diesem Jahr als ‚Beziehung‘ deklariert“.
Im Blick auf persönliches Fehlverhalten in diesem Bereich reichte Bode am 21. Januar 2023 seinen Rücktritt ein, den Papst Franziskus im Februar mit Wirkung zum 25. März 2023 annahm. Bode erklärte dazu: „Insbesondere im Umgang mit Fällen sexualisierter Gewalt durch Kleriker habe auch ich selbst lange Zeit eher die Täter und die Institution als die Betroffenen im Blick gehabt.“ Es war der erste Rücktritt eines römisch-katholischen Bischofs im Zusammenhang mit Missbrauchsskandalen in Deutschland.

## Bischofswappen und Wahlspruch

Wappen als Bischof von Osnabrück

Das Wappengeviert zeigt in Feld 1 ein rotes Rad auf silbernem Grund, das Bistumswappen von Osnabrück, in Feld 2 ein goldenes Kreuz auf rotem Grund, das „Paderborner Kreuz“ des Heimatbistums Bischof Bodes, in Feld 3 einen goldenen Baum am Wasser auf blauem Grund aus dem Wappen seines Heimatdorfes Etteln, und in Feld 4 ein rotes Herz mit Kreuz auf silbernem Grund, das „Herz-Kreuz-Wappen“ von Niels Stensen.
Sein Wahlspruch Maior est Deus corde nostro („Gott ist größer als unser Herz“) entstammt dem ersten Johannesbrief (1 Joh 3,20 ).

## Auszeichnungen
- 1998: Courage-Preis für den Einsatz gegen die Jugendarbeitslosigkeit
- 2009: Justus-Möser-Medaille der Stadt Osnabrück
- 2010: Goldenes Ehrenkreuz des BDKJ[23]
- 2013: Ehrendoktor für Philosophie (Dr. phil. h. c.) der Universität Osnabrück[24]
- 2019: Ehrendoktor der Universität Luzern
- Ehrendomherr des Paderborner Metropolitankapitels

## Werke (Auswahl)
- Zeit mit Gott. Ein Stundenbuch. Advent und Weihnachten, Fastenzeit und Ostern. Katholisches Bibelwerk, Stuttgart 2005, ISBN 978-3-460-28044-1.
- Zeit mit Gott. Ein Stundenbuch II. Zeit im Jahreskreis, Heiligenfeste. Katholisches Bibelwerk, Stuttgart 2008, ISBN 978-3-460-28077-9.
- Priester: Wurzeln und Visionen einer spannenden Berufung. Dom Buchhandlung, Osnabrück 2009, ISBN 978-3-925164-46-0.
- Barmherzigkeit üben. Die sieben geistigen Werke der Barmherzigkeit neu entdecken. Fastenmeditationen 2016 von Bischof Dr. Franz-Josef Bode mit der Dommusik im Dom zu Osnabrück. Dom Medien GmbH, Osnabrück 2016.
- Einer angemessenen persönlichen und pastoralen Unterscheidung Raum geben. Die Bergpredigt als Schule der Unterscheidung. Herausgegeben vom Bistum Osnabrück, Mai 2017.